# アブラボテ属
アブラボテ属 Tanakia は、コイ科魚類の属。天然記念物のミヤコタナゴなど7種が知られる。タイプ種は Rhodeus oryzae （アゼタナゴ - アブラボテの変種）。属名は田中茂穂への献名とされる。

## 概要
日本には2種（ヤリタナゴ、アブラボテ）が生息しており、国外では朝鮮半島、台湾、中国南部から知られている。口ひげは一対で、背鰭条間に黒色の斑点があるのが特徴。かつてはミヤコタナゴPseudorhodeus tanago も本属に分類されていたが、近年Pseudorhodeus属に移された（本村，2020）。

## 分類される種
6種が分類されている。
- T. koreensis (Kim & Kim, 1990) - コウライボテ
- T. lanceolata (Temminck and Schlegel, 1846) - ヤリタナゴ
- T. latimarginata (Kim, Jeon & Suk, 2014) - ラクトウボテ
- T. limbata (Temminck and Schlegel, 1846) - アブラボテ
- T. signifer (Berg, 1907) - チョウセンボテ
- T. somjinensis (Kim & Kim, 1991) - ソムジンボテ